# Stade Français (Rugby Union)
Stade Français Paris ist eine Rugby-Union-Mannschaft aus dem 16. Arrondissement der französischen Hauptstadt Paris. Rugby ist mit Abstand die bedeutendste der 22 Abteilungen des Sportvereins Stade Français.
Die Rugbymannschaft spielt in der obersten französischen Liga Top 14. Die Heimspiele werden üblicherweise im Stade Jean Bouin ausgetragen. Bei Spielen mit besonders großem Zuschauerinteresse weicht Stade Français ins Stade de France im Pariser Vorort Saint-Denis aus.
Stade Français nahm an der ersten französischen Meisterschaft 1892 teil und feierte um die Jahrhundertwende zahlreiche Erfolge. Später spielte die Mannschaft während mehr als 50 Jahren in den unteren Ligen. Der Medienunternehmer Max Guazzini übernahm Stade Français 1992, fusionierte den Verein 1995 mit dem Club Athlétique des Sports Généraux und brachte die Rugbymannschaft wieder zurück an die Spitze. Insgesamt wurde Stade Français Paris 14 Mal französischer Meister, zuletzt in der Saison 2014/15.

## Geschichte

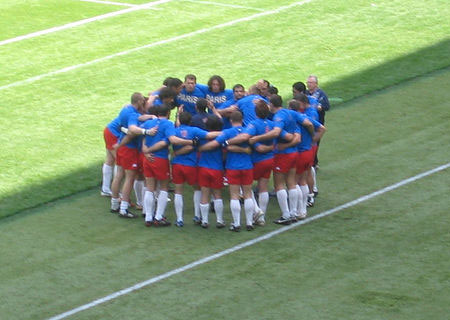
Spieler von Stade Français (April 2005)

Der Verein wurde am 13. Dezember 1883 im Café Le Procope im Pariser Stadtteil Saint-Germain-des-Près von Studenten des Lycée Saint-Louis gegründet. Zu Beginn konzentrierte sich der Verein auf den Laufsport, doch bald begann man sich auch für Rugby zu interessieren, beeinflusst durch britische Lehrer und Studenten des Lycée. Stade Français war zunächst wie fast alle anderen Sportvereine jener Zeit aristokratisch geprägt, doch schon nach wenigen Jahren öffnete man sich auch gegenüber anderen Bevölkerungsschichten.
Im Mai 1891 traf Stade Français im allerersten Spiel zwischen zwei französischen Mannschaften auf den Racing Club de France und gewann 3:0. Diese beiden Pariser Vereine waren die einzigen, die an der ersten Meisterschaft teilnahmen. Am 20. März 1892 standen sie sich im ersten Meisterschaftsspiel gegenüber, welches Stade Français 3:4 verlor. Schiedsrichter der Partie war Pierre de Coubertin, der zwei Jahre später die modernen Olympischen Spiele begründete.
Im darauf folgenden Jahr gelang mit einem Sieg von 7:3 die Revanche und Stade Français gewann seinen ersten Meistertitel. Bis 1899 stand die Mannschaft in jedem Meisterschaftsfinale und ging in den Jahren 1894, 1895, 1897 und 1898 als Sieger vom Platz. Trotz der Bezeichnung als „französische Meisterschaft“ waren vor 1899 nur Mannschaften aus Paris für die Teilnahme berechtigt. Von 1901 bis 1908 stand Stade Français weitere sieben Mal im Finale und siegte in den Jahren 1901, 1905 und 1908. Diese Dominanz endete vor dem Ersten Weltkrieg und Stade Français rutschte ins Mittelfeld ab. Erst 1927 gelang wieder der Einzug ins Finale, das jedoch mit 9:19 gegen Stade Toulousain verloren ging. In den 1930er Jahren stieg Stade Français ab und verbrachte über fünf Jahrzehnte in der Bedeutungslosigkeit der unteren Amateurligen.
Max Guazzini, Besitzer der Radiostation NRJ, hatte den Wunsch hochklassiges Rugby zurück nach Paris zu bringen und die Dominanz des Südwestens zu brechen. Er übernahm den Verein im Jahr 1992, als die Rugbymannschaft in der dritten Liga spielte. Guazzini investierte große Geldsummen und verpflichtete zahlreiche Topspieler, die Stade Français zurück auf die Straße des Erfolgs bringen sollten. 1995 erfolgte die Fusion mit dem Club Athlétique des Sports Généraux, um deren Rugbymannschaft zu integrieren und so eine stadtinterne Konkurrenz zu verringern. 1997 schaffte Stade Français den Wiederaufstieg in die höchste französische Liga Top 14.
Am 16. Mai 1998 erreichte die eben erst aufgestiegene Mannschaft das Finale, schlug USA Perpignan deutlich mit 34:7 und gewann nach einer Unterbrechung von 90 Jahren seinen neunten französischen Meistertitel (dies war auch das erste Mal, dass das Finale im Stade de France stattfand). Bernard Laporte, der Baumeister dieses Erfolgs, verließ 1999 den Verein und war bis 2007 Trainer der französischen Nationalmannschaft. Guazzinis Traum war wahr geworden: Innerhalb von nur fünf Jahren war Stade Français vom Drittligaverein zum Meister geworden. Das Zuschauerinteresse war allerdings noch gering und erreichte erst mit etwas Verzögerung ein meisterliches Niveau. Der zehnte Meistertitel folgte im Jahr 2000.
Am 19. Mai 2001 war Stade Français erstmals im Finale des europäischen Pokalwettbewerbs Heineken Cup, verlor aber im ausverkauften Pariser Parc des Princes mit 30:34 gegen die Leicester Tigers. In den Jahren 2003 und 2004 errang Stade Français den elften bzw. zwölften Meistertitel. Am 22. Mai 2005 stand Stade Français erneut im Finale des Heineken Cup, diesmal im Murrayfield Stadium in Edinburgh. Die Mannschaft verlor 12:18 nach Verlängerung gegen Stade Toulousain. Noch knapper fiel die Entscheidung im Meisterschaftsfinale gegen Biarritz Olympique aus. Die Pariser mussten sich der baskischen Mannschaft 34:37 geschlagen geben, ebenfalls nach Verlängerung. Am 9. Juni 2007 gewann die Mannschaft ihren 13. Meistertitel, im Finale wurde ASM Clermont Auvergne mit 23:18 besiegt. Acht Jahre später wiederholte man den Erfolg gegen den gleichen Gegner.
2017 gelang Stade Français auch der erste Titelgewinn auf europäischer Ebene, als man nach verlorenen Endspielen in den Jahren 2011 und 2013 Gloucester Rugby im Finale des European Challenge Cup besiegen konnte. Seit dem 22. September 2019 ist der schweizerische Unternehmer Hans-Peter Wild Präsident des Vereins, nachdem er den Verein bereits 2017 für einen symbolischen Preis gekauft hatte.

## Name, Logo und Vereinsfarben

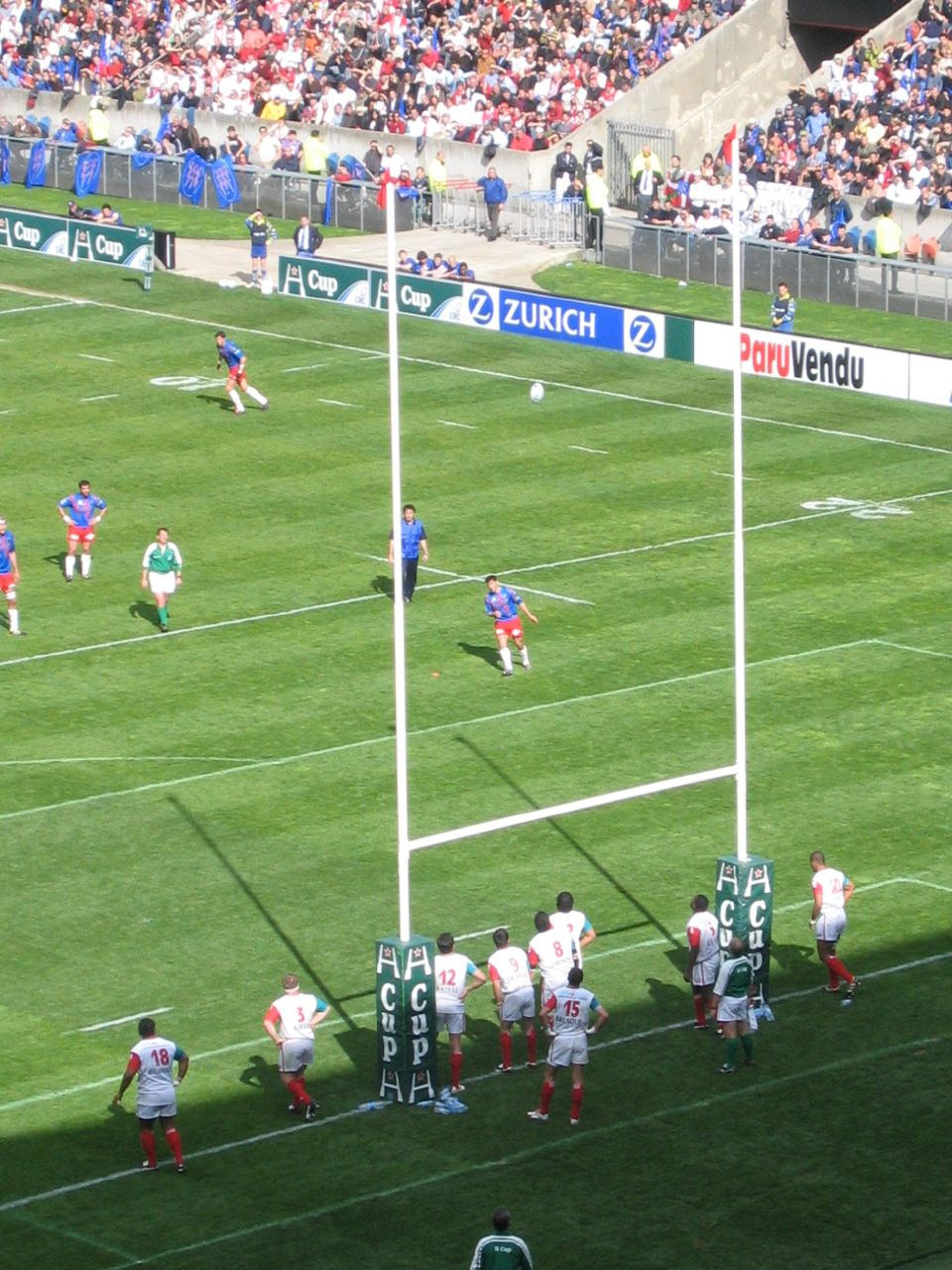
Stade Français – Biarritz Olympique (Heineken Cup, 23. April 2005)

In den 1880er Jahren orientierten sich viele der neu entstandenen Sportvereine an britischen Vorbildern und gaben sich englische Namen (Racing, Standard, Sporting oder Daring). Den Begriff Stade wählten die Studenten in Erinnerung an das antike Griechenland, denn Sport wurde in einem Stade (dt. Stadion) betrieben. Der Begriff Français (dt. französisch) kam erst ein wenig später hinzu. Man nimmt an, dass er von englischen Spielern eingeführt wurde, die gegen die sog. Stadistes spielten. Dadurch grenzten sie die französische Mannschaft von den übrigen Pariser Rugbyvereinen ab, deren Mitglieder fast ausschließlich in Frankreich lebende Briten waren.
Bis kurz nach der Jahrtausendwende nutzte Stade Français die französischen Nationalfarben Blau, Rot und Weiß. Der Grund dafür ist vermutlich auf den patriotischen Revanchismus nach dem verlorenen Deutsch-Französischen Krieg von 1870/71 zurückzuführen. Blau und Rot sind allerdings auch die Farben der Stadt Paris. Das bis vor einigen Jahren blau-rote Mannschaftsemblem mit seinen beiden weißen Initialen S und F wurde allerdings mittlerweile farblich an die neue Corporate Identity angepasst.
Vereinspräsident Max Guazzini wollte für Stade Français eine unverwechselbare Identität schaffen. Zunächst führte er ein Emblem mit drei rosa Pfeilen ein und ließ jedes Jahr das Design der Trikots geringfügig ändern. Im Jahr 2005 ging er noch einen Schritt weiter und schockte die sehr auf Männlichkeit bedachte Rugbywelt mit der Einführung von rosa Trikots für Auswärtsspiele (Rosa ist eine der seltensten von Sportvereinen verwendeten Farben). Die Inspiration dazu lieferten ihm die rosa Auswärtstrikots des italienischen Fußballvereins Juventus Turin in dessen Jubiläumsjahr. Stade Français absolvierte sein erstes Auswärtsspiel mit der neuen, ungewöhnlichen und kontroversen Farbe im September 2005 gegen USA Perpignan. Am 15. April 2006 wollten die Pariser auch gegen Stade Toulousain in diesen Trikots antreten, doch der Schiedsrichter lehnte dies mit der Begründung ab, das Rosa sei dem Rot der gegnerischen Mannschaft zu ähnlich, obwohl nur ein Seitenstreifen des Trikot in dieser Farbe ist.
In der Saison 2005/06 verkaufte der Verein über 20.000 rosa Trikots an Fans. Auch wurden vor den Spielen gegen Stade Toulousain und Biarritz Olympique mehr als 10.000 rosa Flaggen auf den Stadionsitzen verteilt. Das Auswärtstrikot der Saison 2006/07 war zudem eine Kreation des japanischen Designers Kenzō Takada. Ein neues marineblaues Heimtrikot sorgte ebenfalls für Aufsehen, da es mit rosafarbenen Fleur-de-Lis und grünen Blitzen verziert war. Dieses Trikot wurde der Mannschaft erst wenige Minuten vor Beginn eines Spiels gegen Aviron Bayonnais am 9. September 2006 präsentiert.

## Stadien
Heimstadion des Vereins ist das Stade Jean-Bouin im 16. Arrondissement mit einer Kapazität von 20.000 Zuschauern. Max Guazzini entschied, das Viertelfinalspiel im Heineken Cup gegen die Newcastle Falcons im April 2005 in den bedeutend größeren Parc des Princes zu verlegen, der nur wenige hundert Meter entfernt ist. Er sorgte für ein volles Stadion, indem er die Eintrittspreise sehr tief ansetzte und gezielt Werbung in Schulen und bei Jugendorganisationen machte. Der englische Rugbysuperstar Jonny Wilkinson erschien zudem für Promotionszwecke zu einem Empfang im Pariser Rathaus, obwohl er im Spiel selbst gar nicht eingesetzt wurde.
Guazzini wollte den Parc des Princes auch für die beiden wichtigsten Spiele des Jahres 2005 mieten, gegen Stade Toulousain und die Leicester Tigers. Doch der Hauptnutzer des Stadions, der Fußballverein Paris Saint-Germain, lehnte dies wegen möglicher „Beschädigung des Rasens“ ab. Dass der Verein daraufhin das fast doppelt so große Stade de France mietete, galt allgemein als höchst riskantes Unterfangen. Es zahlte sich jedoch aus, denn das Stadion war am 15. Oktober 2005 beim Spiel gegen Stade Toulousain mit offiziell 79.502 Zuschauern bis fast auf den letzten Platz gefüllt. Dies bedeutete einen neuen französischen Zuschauerrekord bei einem Meisterschaftsspiel in irgendeiner Sportart. Damit wurde auch der Rekord der Ligue 1 im Fußball bei weitem übertroffen (57.714 zahlende Zuschauer sahen in der Saison 1998/99 die Begegnung zwischen Olympique Marseille und Olympique Lyon).
Am 4. März 2006 kamen zum Spiel gegen Biarritz Olympique sogar 79.604 Zuschauer ins Stade de France. Die Begegnung im Heineken Cup gegen die Leicester Tigers hingegen konnte aus terminlichen Gründen nicht wie geplant im Stade de France ausgetragen werden. Schließlich fand das Spiel im Stade Charléty in Paris statt. Am 14. Oktober 2006 wurde der Zuschauerrekord zum dritten Mal gebrochen, als man beim Spiel gegen Biarritz 79.619 Zuschauer zählte. Inzwischen hatte Paris Saint-Germain seine Meinung geändert und Stade Français konnte den Parc des Princes für das Spiel gegen die Sale Sharks aus England im Dezember 2006 mieten, das mit 44.100 Zuschauern ausverkauft war.

## Fans

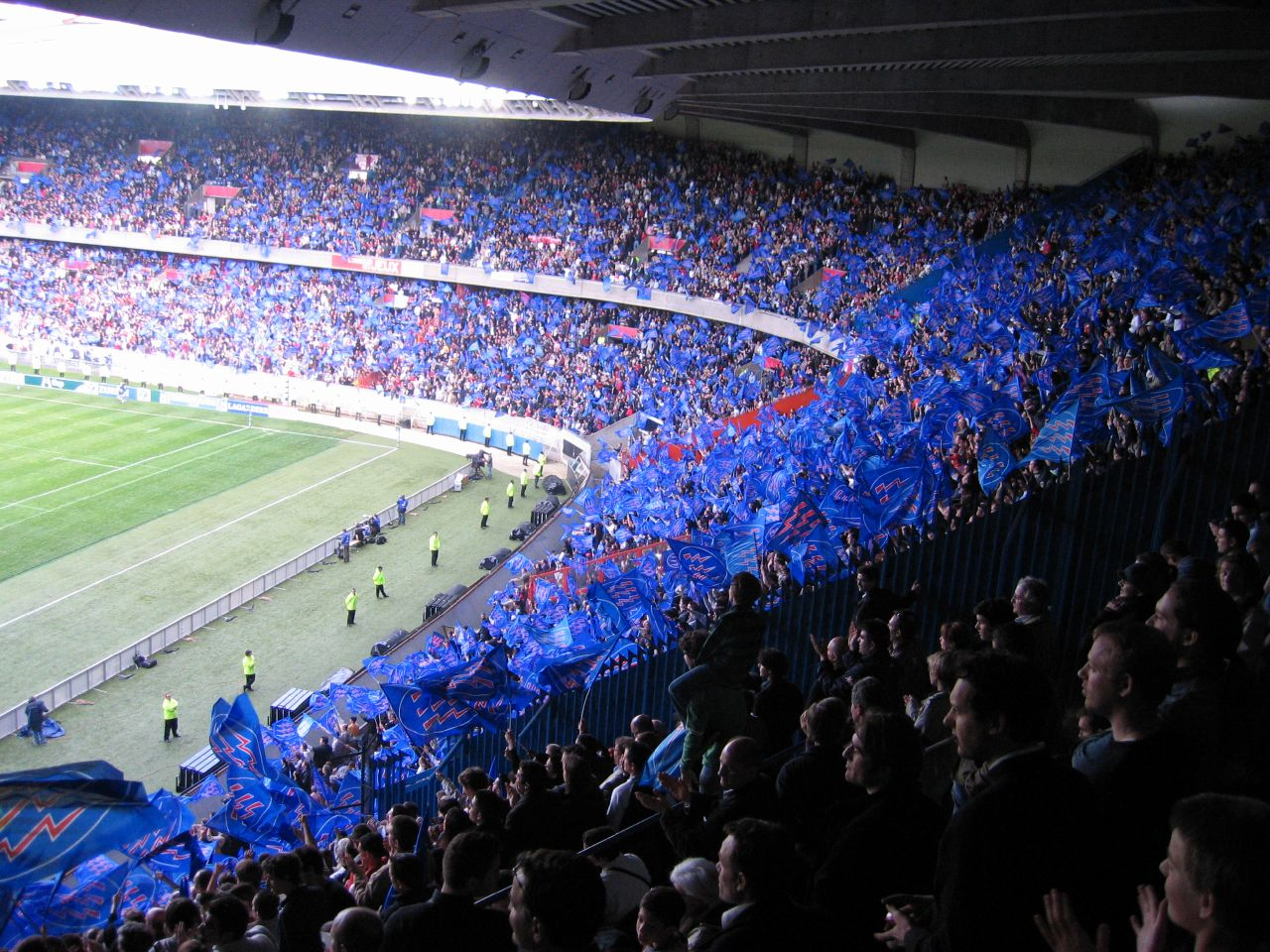
Fans im Parc des Princes

Als Max Guazzini 1992 den Verein übernahm, gab es nur sehr wenige Fans, da Stade Français über ein halbes Jahrhundert lang praktisch in der Bedeutungslosigkeit versunken war. Rugby musste deshalb wieder im Bewusstsein der Einwohner von Paris verankert werden. In der Saison 1996/97, vor dem Wiederaufstieg in die höchste Liga, bot Guazzini bei einigen Begegnungen freien Eintritt an. So strömten selbst bei Spielen gegen unbedeutende Vereine wie den FC Lourdes über 7.000 Zuschauer ins Stadion.
Nach dem Aufstieg erhielten sämtliche weiblichen Zuschauer während einiger Zeit freien Eintritt zu allen Spielen. Guazzini meinte dazu: „Mir ist es lieber, 7.000 Leute in unserem Stadion glücklich zu machen als vor 200 zahlenden Gästen zu spielen, die nur eine Handvoll Francs einbringen. 20 Prozent aller Rugbyspieler in unserem Land stammen aus der Region Paris, unser Stadion sollte nicht leer sein.“ Der Anteil der Frauen unter den Zuschauern ist überdurchschnittlich hoch und steigt weiter.
Trotz großer Erfolge in der Meisterschaft Ende der 1990er Jahre hatte der Verein noch keine allzu große Anhängerschaft, insbesondere bei Auswärtsspielen. Doch nach zwei äußerst knappen Finalniederlagen im Heineken Cup und in der Meisterschaft im Jahr 2005 stieg die durchschnittliche Anzahl der Zuschauer nochmals markant an. Heute ist das Stade Jean-Bouin (20.000 Sitzplätze) selbst bei weniger wichtigen Spielen restlos ausverkauft. Ein Fanclub mit dem Namen „Le Virage des Dieux“ (dt. Die Kurve der Götter) sorgt mit lauten Trommeln und Gesängen für Stimmung. Auch bei Auswärtsspielen ist das Interesse angestiegen. Doch deren Besuch wird durch die Tatsache erschwert, dass der am nächsten gelegene Verein – ASM Clermont Auvergne in der Stadt Clermont-Ferrand – fast 430 Kilometer entfernt ist. Zu den prominentesten Fans gehört Bertrand Delanoë, der ehemalige Bürgermeister von Paris.

## Image

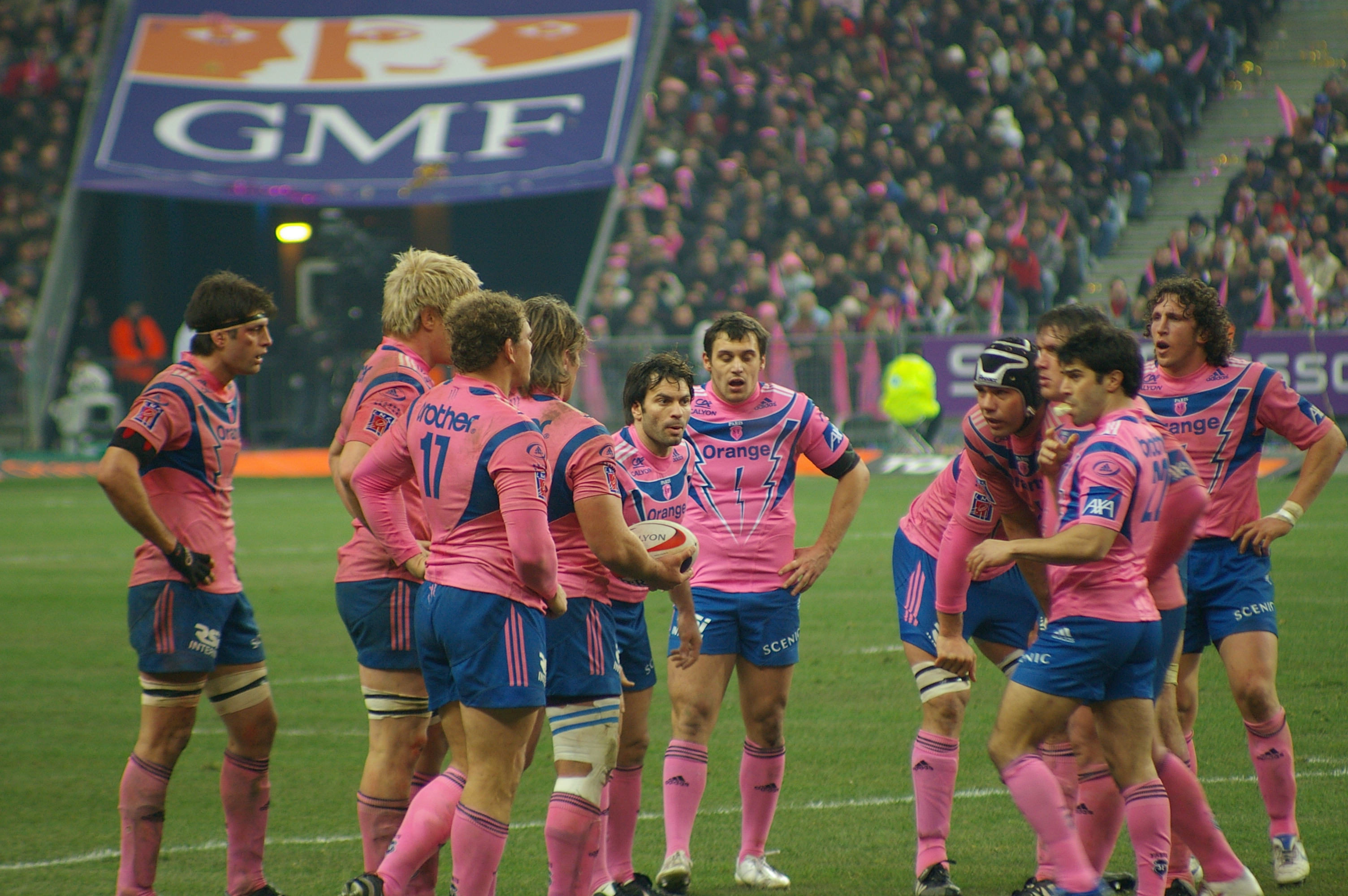
Spieler von Stade Français im Heimtrikot (Januar 2007)

Stade Français gilt innerhalb der eher bedächtigen französischen Rugbyszene als äußerst innovativ und kontrovers. Vereinspräsident Max Guazzini wandelte den Verein nach der Übernahme in ein modernes Unternehmen um und zögert nie, wenn es gilt, die Aufmerksamkeit der Medien auf den Verein zu lenken. Sein primäres Anliegen ist es, den Zuschauern eine gute Show zu bieten, um sie zu regelmäßig zahlenden Fans zu machen. Stade Français war die erste französische Rugbymannschaft, die Cheerleaderinnen einsetzte. Weitere Neuerungen waren Musik vor dem Anpfiff, der Einsatz von Glocken, um das Ende der Halbzeiten zu signalisieren (anstelle der traditionellen Sirenen), Feuerwerk nach Abendspielen oder ein ferngesteuertes Modellauto, das das Tee (Kunststoffaufsatz) zu den Spielern bringt, bevor diese einen Straftritt oder eine Erhöhung durchführen.
Guazzinis Kontakte im Showbusiness ermöglichten bei einigen Spielen den Besuch von Superstars wie Madonna oder Naomi Campbell, die daraufhin zu offiziellen „Patinnen“ des Vereins erklärt wurden. Da Guazzini als Besitzer von Radio NRJ auch über ein weit reichendes Kontaktnetz in der Medienbranche verfügt, sind Spieler von Stade Français überproportional häufig in Fernsehsendungen zu sehen. Schon Jahre bevor „I Will Survive“ von Gloria Gaynor der offizielle Song der Fußball-Weltmeisterschaft 1998 war, wurde dieses Lied zur Vereinshymne von Stade Français.
Im Jahr 2001 hatte der Vereinspräsident die Idee, einen Kalender mit dem Namen „Dieux du Stade“ (Götter des Stadions) zu veröffentlichen (wobei das Wort Stade sich sowohl auf ein Stadion als auch auf den Verein bezieht). Der Kalender enthält Schwarzweißfotos mit nackten Spielern des Vereins, die im Stile der griechisch-römischen Antike posieren, wobei die Geschlechtsteile geschickt mit Rugbybällen oder anderen Gegenständen verdeckt sind. Seither ist jedes Jahr ein neuer Kalender erschienen, wobei in einigen Fällen auch Spieler anderer Mannschaften abgebildet sind. Der Erlös kommt teilweise karitativen Zwecken zugute. Seit 2004 erscheint auch eine DVD mit einem Making-of. Der Kalender erfreut sich bei Frauen und schwulen Männern großer Beliebtheit. Die Ausgabe 2007 hat eine Kontroverse ausgelöst, da die Aufnahmen gewagter ausgefallen sind als in früheren Jahren.
Stade Français wird von Traditionalisten aus den Rugbyhochburgen im Südwesten heftig kritisiert, da diese die althergebrachten Werte dieses Sports wie Bescheidenheit und Ernsthaftigkeit in Gefahr sehen. Die Kritik hat ihre Ursache einerseits in der historisch bedingten Unterscheidung zwischen Hauptstadt und „Provinz“, andererseits in der latenten Skepsis gegenüber allem, was aus Paris kommt. Befürworter des innovativen Kurses begrüßen hingegen die Neuerungen, weil dadurch die Position von Rugby als beliebteste Sportart nach dem Fußball gestärkt wird und dieser Sport sein Image als „südwestliche Form der Schlägerei“ verliert.

## Rivalitäten

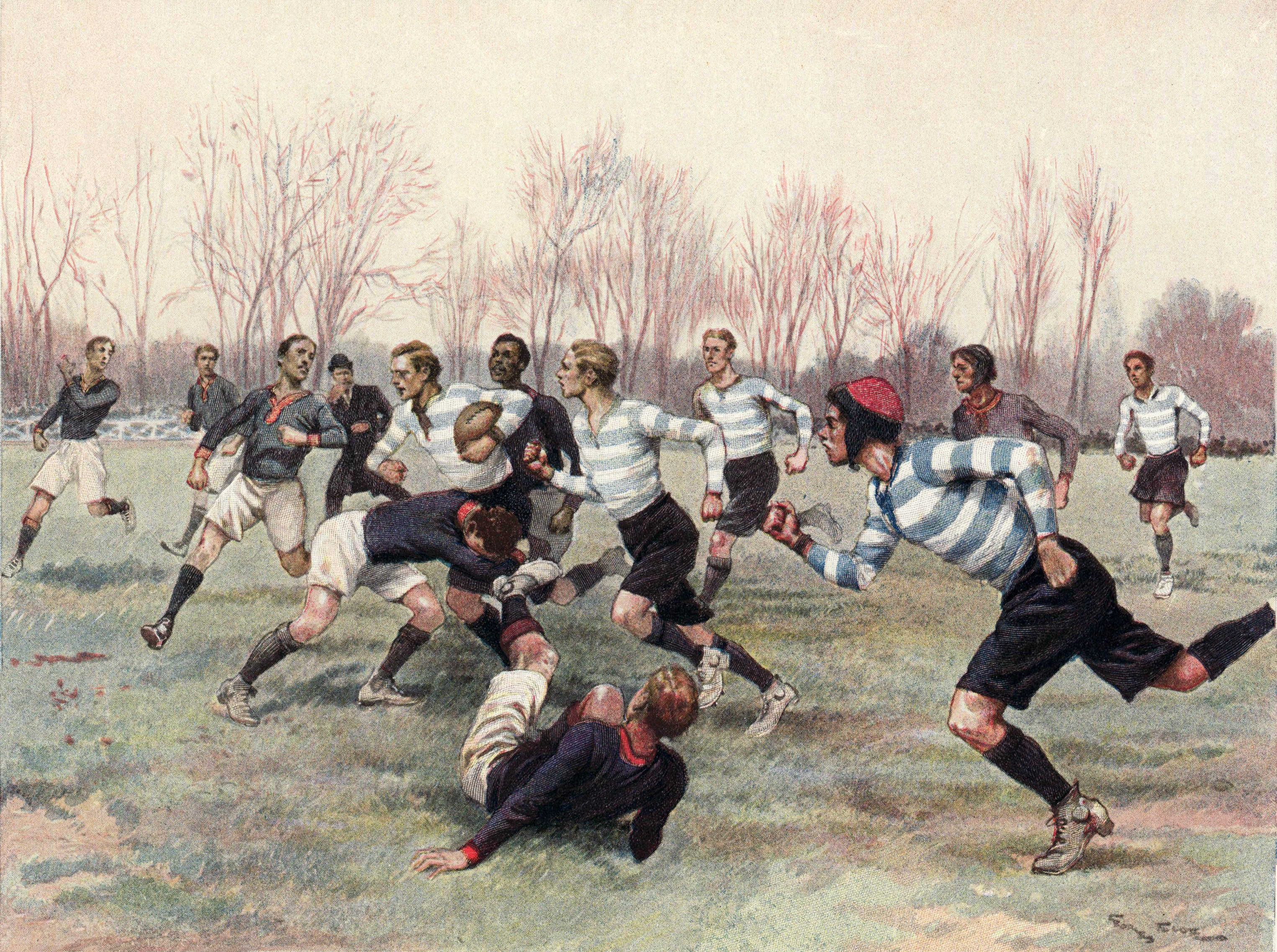
Ein Spiel zwischen Stade Français und Racing Club de France in den 1890er Jahren

Paris ist die Wiege des französischen Rugby. Stade Français und Racing Club de France waren die einzigen Mannschaften, die 1892 an der ersten Meisterschaft teilnahmen. In den ersten sieben Jahren wurde die Meisterschaft ausschließlich unter Pariser Mannschaften ausgetragen. Obwohl Stade Français Paris zweimal im Finale auf Olympique de Paris traf, war es Racing Club de France, der sich zum Hauptkonkurrenten entwickelte. Racing galt als betont aristokratisch, während Stade Français auch in den übrigen Bevölkerungsschichten Anhänger hatte.
Eine weitere Rivalität entwickelte sich mit Stade Bordelais. Bis 1908 traf die Mannschaft aus Bordeaux sieben Mal im Finale auf Stade Français, wobei die Spieler aus dem Südwesten des Landes fünf Mal gewannen. Die umstrittenste Entscheidung fiel am 31. März 1901: Bordeaux hatte das Spiel 3:0 gewonnen. Stade Français erhob den Vorwurf, die gegnerische Mannschaft habe im Verlauf der Saison drei nicht spielberechtigte Spieler eingesetzt. Stade Bordelais war mit dem Bordeaux Université Club fusioniert. Drei der neuen Spieler waren nicht während mindestens drei Monaten beim neuen Verein, wie es das Reglement eigentlich vorschrieb. Die USFSA, der damals zuständige Verband, ordnete eine Wiederholung des Finalspiels an. Doch die Mannschaft aus Bordeaux betonte, ihre Ehre stünde auf dem Spiel und verzichtete. Stade Français wurde zum Sieger erklärt.
Bordeaux musste drei Jahre auf eine Revanche warten. Das Finale am 27. März 1904 in Saint-Cloud gilt als eines der unfairsten überhaupt. Schiedsrichter war ein ruhiger und gleichgültiger Engländer namens Billy Williams (dieser verhalf vier Jahre später der Rugby Football Union zu einem Grundstück, auf dem heute das Twickenham Stadium steht). Die Spieler waren mehr damit beschäftigt, in Schienbeine zu treten und Schläge ins Gesicht zu verpassen, als zu spielen. Die Zuschauer quittierten das Ganze mit anhaltenden Buhrufen. Ein entsetzter Reporter schrieb: „Ich habe noch nie die gewalttätigen Schlägereien in der Gegend um Père-Lachaise gesehen, doch vermutlich sehen sie etwa so aus.“ Die Rivalität zwischen den beiden Vereinen wurde gesteigert durch die hohe Anzahl von Spielern in der Nationalmannschaft. Als Frankreich im Jahr 1906 gegen die All Blacks aus Neuseeland das allererste Länderspiel bestritt, waren fünf Spieler von Stade Français und vier von Stade Bordelais, so viele wie von keinem anderen Verein.
Heutzutage hat Stade Français keine Lokalrivalen, wenn man von Racing 92 absieht. Auch hier ist die in vielen anderen Lebenslagen herrschende Rivalität zwischen der Hauptstadt und der „Provinz“ zu beobachten. Seit der Wiederauferstehung in den 1990er Jahren hat Stade Français praktisch alle Fans der übrigen Mannschaften gegen sich. Die intensivste Rivalität besteht derzeit mit Stade Toulousain und Biarritz Olympique.

## Erfolge
- Meister: 1893, 1894, 1895, 1897, 1898, 1901, 1905, 1908, 1998, 2000, 2003, 2004, 2007, 2015
- Meisterschaftsfinalist: 1896, 1899, 1904, 1906, 1907, 1927, 2005
- Finalist Heineken Cup: 2001, 2005
- Sieger European Challenge Cup: 2017
- Finalist European Challenge Cup: 2011, 2013
- Finalist Coupe de l'Espérance: 1916
- Sieger Coupe de France: 1999
- Finalist Coupe de France: 1998

## Finalspiele von Stade Français Paris

### Meisterschaft
| Datum          | Meister               | 2. Finalist           | Ergebnis    | Ort                               | Zuschauer |
| -------------- | --------------------- | --------------------- | ----------- | --------------------------------- | --------- |
| 20. März 1892  | Racing Club de France | Stade Français        | 4:3         | Bagatelle, Paris                  | 2.000     |
| 19. Juni 1893  | Stade Français        | Racing Club de France | 7:3         | Bécon-les-Bruyères, Courbevoie    | 1.200     |
| 18. März 1894  | Stade Français        | Inter NOS             | 18:0        | Bécon-les-Bruyères, Courbevoie    | 1.500     |
| 17. März 1895  | Stade Français        | Olympique de Paris    | 16:0        | Vélodrome, Courbevoie             | -         |
| 5. April 1896  | Olympique de Paris    | Stade Français        | 12:0        | Vélodrome, Courbevoie             | -         |
| 1897           | Stade Français        | Olympique de Paris    | –           | –                                 | -         |
| 1898           | Racing Club de France | Stade Français        | –           | –                                 | -         |
| 30. April 1899 | Stade Bordelais       | Stade Français        | 5:3         | Route du Médoc, Le Bouscat        | 3.000     |
| 31. März 1901  | Stade Français        | Stade Bordelais       | 0:3         | Route du Médoc, Le Bouscat        | -         |
| 26. April 1903 | Stade Français        | SOE Toulouse          | 16:8        | Prairie des Filtres, Toulouse     | 5.000     |
| 27. März 1904  | Stade Bordelais       | Stade Français        | 3:0         | La Faisanderie, Saint-Cloud       | 2.000     |
| 16. April 1905 | Stade Bordelais       | Stade Français        | 12:3        | Route du Médoc, Le Bouscat        | 6.000     |
| 8. April 1906  | Stade Bordelais       | Stade Français        | 9:0         | Parc des Princes, Paris           | 4.000     |
| 24. März 1907  | Stade Bordelais       | Stade Français        | 14:3        | Route du Médoc, Le Bouscat        | 12.000    |
| 5. April 1908  | Stade Français        | Stade Bordelais       | 16:3        | Stade Yves-du-Manoir, Colombes    | 10.000    |
| 29. April 1927 | Stade Toulousain      | Stade Français        | 19:9        | Stade des Ponts Jumeaux, Toulouse | 20.000    |
| 16. Mai 1998   | Stade Français        | USA Perpignan         | 34:7        | Stade de France, Saint-Denis      | 78.000    |
| 15. Juli 2000  | Stade Français        | US Colomiers          | 28:23       | Stade de France, Saint-Denis      | 78.000    |
| 7. Juni 2003   | Stade Français        | Stade Toulousain      | 32:18       | Stade de France, Saint-Denis      | 78.000    |
| 26. Juni 2004  | Stade Français        | USA Perpignan         | 38:20       | Stade de France, Saint-Denis      | 79.722    |
| 11. Juni 2005  | Biarritz Olympique    | Stade Français        | 37:34 n. V. | Stade de France, Saint-Denis      | 79.475    |
| 9. Juni 2007   | Stade Français        | ASM Clermont Auvergne | 23:18       | Stade de France, Saint Denis      | 79.475    |
| 13. Juni 2015  | Stade Français        | ASM Clermont Auvergne | 12:6        | Stade de France, Saint Denis      | -         |

### Heineken Cup
| Datum        | Sieger           | 2. Finalist    | Ergebnis    | Ort                            | Zuschauer |
| ------------ | ---------------- | -------------- | ----------- | ------------------------------ | --------- |
| 19. Mai 2001 | Leicester Tigers | Stade Français | 34:30       | Parc des Princes, Paris        | 44.000    |
| 22. Mai 2005 | Stade Toulousain | Stade Français | 18:12 n. V. | Murrayfield Stadium, Edinburgh | 51.326    |

### European Challenge Cup
| Datum        | Sieger         | 2. Finalist      | Ergebnis | Ort                            | Zuschauer |
| ------------ | -------------- | ---------------- | -------- | ------------------------------ | --------- |
| 20. Mai 2011 | Harlequins     | Stade Français   | 19:18    | Cardiff City Stadium, Cardiff  | 12.236    |
| 17. Mai 2013 | Leinster Rugby | Stade Français   | 34:13    | RDS Arena, Dublin              | 20.396    |
| 12. Mai 2017 | Stade Français | Gloucester Rugby | 19:18    | Murrayfield Stadium, Edinburgh | 24.494    |

## Spieler

### Aktueller Kader
Der Kader für die Saison 2019/2020:
| Spieler                       | Position             |
| ----------------------------- | -------------------- |
| Paul Alo-Emile                | Pfeiler              |
| Quentin Bethune               | Pfeiler              |
| Stéphane Clement              | Pfeiler              |
| Sami Mavinga                  | Pfeiler              |
| Giorgi Melikidse              | Pfeiler              |
| Luke Tagi                     | Pfeiler              |
| Sione Anga’aelangi            | Hakler               |
| Rémi Bonfils                  | Hakler               |
| Lucas da Silva (Rugbyspieler) | Hakler               |
| Silatolu Latu                 | Hakler               |
| Laurent Panis                 | Hakler               |
| Pierre-Henri Azagoh           | Zweite-Reihe-Stürmer |
| Mathieu de Giovanni           | Zweite-Reihe-Stürmer |
| Paul Gabrillagues             | Zweite-Reihe-Stürmer |
| Yoann Maestri                 | Zweite-Reihe-Stürmer |
| Hugh Pyle                     | Zweite-Reihe-Stürmer |
| Antoine Burban                | Dritte-Reihe-Stürmer |
| Ryan Chapuis                  | Dritte-Reihe-Stürmer |
| Charlie Francoz               | Dritte-Reihe-Stürmer |
| Loic Godener                  | Dritte-Reihe-Stürmer |
| Talalelei Gray                | Dritte-Reihe-Stürmer |
| Joketani Koroi                | Dritte-Reihe-Stürmer |
| Sekou Macalou                 | Dritte-Reihe-Stürmer |
| Pablo Matera                  | Dritte-Reihe-Stürmer |

| Spieler           | Position         |
| ----------------- | ---------------- |
| Arthur Coville    | Gedrängehalb     |
| Clément Daguin    | Gedrängehalb     |
| James Hall        | Gedrängehalb     |
| Nicolás Sánchez   | Verbindungshalb  |
| Joris Segonds     | Verbindungshalb  |
| Alex Arrate       | Innendreiviertel |
| Jonathan Danty    | Innendreiviertel |
| Julien Delbouis   | Innendreiviertel |
| Gaël Fickou       | Innendreiviertel |
| Lionel Mapoe      | Innendreiviertel |
| Lester Etien      | Außendreiviertel |
| Adrien Lapegue    | Außendreiviertel |
| Sefanaia Naivalu  | Außendreiviertel |
| Waisea Nayacelevu | Außendreiviertel |
| Ruan Combrinck    | Schlussmann      |
| Kylan Hamdaoui    | Schlussmann      |

### Bekannte ehemalige Spieler
- Géo André
- David Auradou
- Lionel Beauxis
- Mauro Bergamasco (Italien)
- Mirco Bergamasco (Italien)
- Olivier Brouzet
- Felipe Contepomi (Argentinien)
- Denis Dallan (Italien)
- Diego Domínguez (Italien)
- Christophe Dominici
- Fabien Galthié
- James Haskell (England)
- Juan Martín Hernández
- Mike James (Kanada)
- Adolphe Jauréguy
- Christophe Juillet
- Jean-Baptiste Lafond
- Juan Manuel Leguizamón (Argentinien)
- Marc Lièvremont
- Brian Lima (Samoa)
- Vincent Moscato
- Raoul Paoli
- Alexandre Pharamond
- Agustín Pichot (Argentinien)
- Olivier Roumat
- Paul Sackey (England)
- Hugo Southwell (Schottland)
- Simon Taylor (Schottland)
- Pieter de Villiers (Südafrika)